# Antônio Tibiriçá
Antônio Queiroz Tibiriçá, mais conhecido apenas como Antônio Tibiriçá (São Paulo, 1898 – São Paulo, 1968), foi um cineasta, roteirista, produtor e ator brasileiro. Foi uma figura importante do cinema mudo brasileiro, por ter sido o primeiro a tratar o cinema como um produto comercial, explorando temas como a sexualidade e o crime para atrair o público, sendo também um dos mais bem sucedidos cineastas dessa época. Esses elementos podem ser vistos em filmes como O Crime da Mala e Vício e Beleza, ambos escritos e dirigidos por Tibiriçá. Era pai da cantora Cida Tibiriçá.

## Biografia

### Nascimento e juventude
Tibiriçá nasceu em 1898, em São Paulo. Ele era filho do agrônomo e político Jorge Tibiriçá e neto do governador Visconde de Parnaíba, e do político João Tibiriçá Piratininga. Para seguir os caminhos de seus parentes, estuda direito na Faculdade de Direito de São Paulo, formando-se em 1919. Exerceu a profissão de advogado por um curto período de tempo.

### Carreira
Vendo a oportunidade de seguir sua paixão pelo cinema, utiliza as facilidades econômicas e políticas de sua família e abre a Pátria Film. Escreve o roteiro do filme A Joia Maldita e convida o cineasta Luiz de Barros, já bastante conhecido na época, para dirigir. Além de escrever, também produziu e atuou na fita, utilizando o pseudônimo Paulo Sullis. Empolgado com o cinema, escreve mais um roteiro para Barros, este que se chamava Hei de Vencer, filme sobre aviação, que era muito do gosto de Tibiriçá. O sucesso do longa foi tanto que foi vendido ao distribuidor uruguaio Robert Natalini, para exibição em todo o mercado latino-americano.
Como forma de retribuir Barros pelo sucesso, tem uma colaboração anônima em A Capital Federal. Funda a Íris-Film e logo dirige a fita Vício e Beleza, filme que aborda assuntos polêmicos, como as enfermidades sexuais. A película foi um sucesso estrondoso, tendo a bilheteria de 500 contos de réis, sendo esse o maior sucesso do cinema mudo brasileiro. Com o sucesso, é exibido também na Argentina, Uruguai e Chile, onde faz mais 300 contos. Percebendo que temas polêmicos fazem muito sucesso, não perde tempo e dirige O Crime da Mala, filme baseado em um crime real acontecido no Rio de Janeiro.
Com a chegada do cinema sonoro, Tibiriçá decide pausar sua carreira, voltando apenas em 1933 com o filme Honra e Ciúmes, utilizando cenas de O Crime da Mala, foi o primeiro filme brasileiro de ficção a ter som em película, com uma cena de uma festa com uma orquestra verdadeira e completa, com a regência do Maestro Vivas, nos estúdios da Cinédia. O longa foi um fracasso, o que fez Tibiriçá desistir do cinema e focar na literatura. Volta ao cinema apenas nos anos 50, com os filmes Liana, a Pecadora e Paixão Tempestuosa, ambos baseados em romances escritos por ele anteriormente, sendo o primeiro a estreia de Nair Bello nas telas do cinema.

### Morte
Faleceu aos 70 anos na cidade de São Paulo, no ano de 1968.

## Filmografia
- A Joia Maldita, roteirista, produtor e ator
- Hei de Vencer, roteirista e ator
- A Capital Federal, contribuição anônima
- Vício e Beleza, diretor e escritor
- O Crime da Mala, diretor e escritor
- Honra e Ciúmes, diretor
- Liana, a Pecadora, diretor
- Paixão Tempestuosa, diretor